# Autoclau

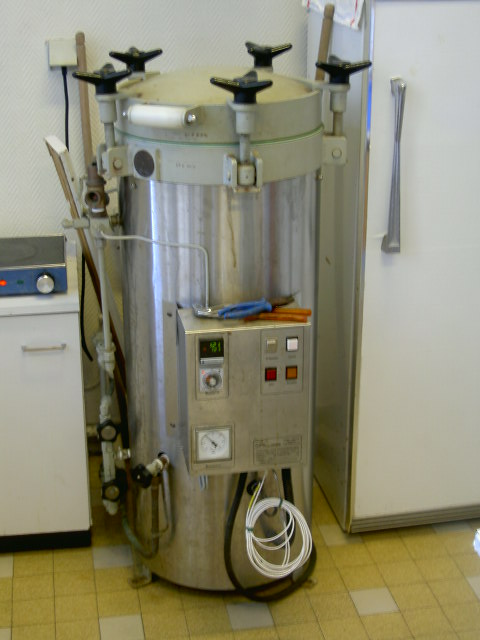
Autoclau d'un laboratori.

L'autoclau és un dispositiu que serveix per esterilitzar material mèdic o de laboratori, utilitza vapor d'aigua a alta pressió i temperatura, evitant amb les altes pressions que l'aigua arribi a bullir tot i la seva alta temperatura. El fonament de l'autoclau és que desnaturalitza les proteïnes dels microorganismes per la pressió i la temperatura, tot i que recentment s'ha arribat a saber d'alguns microorganismes, com ara els prions, que poden suportar les temperatures de l'autoclau.
Les autoclaus funcionen permetent l'entrada o generació de vapor d'aigua però restringint la seva sortida, fins a obtenir una pressió interna de 103 kPa, la qual cosa provoca que el vapor arribi a una temperatura de 121 graus Celsius. Un temps típic d'esterilització a aquesta temperatura i pressió és de 15-20 minuts. Les autoclaus més modernes permeten realitzar processos a majors temperatures i pressions, amb cicles estàndards a 134 °C a 200 kPa durant 5 minuts per a esterilitzar material metàl·lic; arriben fins i tot a realitzar cicles de buit per a accelerar l'assecament del material esterilitzat.